# آنجانگون
آنجانگون (به انگلیسی: Anjangaon) یک منطقهٔ مسکونی در هند است که در بخش امراواتی واقع شده‌است. آنجانگون ۳٫۳۷ کیلومتر مربع مساحت و ۵۶٬۳۸۰ نفر جمعیت دارد و ۳۷۴ متر بالاتر از سطح دریا واقع شده‌است.